# Venetien
Venetien bzw. Venezien, italienisch amtlich Regione del Veneto, venetisch Vèneto, ist eine Region in Nordostitalien mit 18.345 km² und 4.852.216 Einwohnern (Stand 31. Dezember 2023), deren regionale Hauptstadt Venedig ist.

## Geografie
Venetien ist mit 18.345 km² flächenmäßig die achtgrößte Region Italiens und liegt bei der Einwohnerzahl mit etwa 4,9 Millionen Einwohnern an vierter Stelle.
Die Region grenzt im Osten an Friaul-Julisch Venetien, im Nordwesten an Trentino-Südtirol, im Westen an die Lombardei und im Süden an die Emilia-Romagna. Der Nordzipfel Venetiens grenzt an die österreichischen Bundesländer Tirol (Bezirk Lienz) und Kärnten (Bezirk Hermagor). Es gibt jedoch keine direkte Straßenverbindung nach Österreich.
Nördlichster Punkt der Region ist die Cima Vanscuro oder Pfannspitze (2678 m s.l.m.) an der österreichischen Grenze, südlichster Punkt ist die Punta del Mezzanino rechtsseitig der Mündung des Po di Goro.
Geomorphologisch lässt sich Venetien folgendermaßen einteilen:
- die Alpenzone mit den Dolomiten (höchster Berg ist die Marmolata, 3343 m s.l.m.)
- die venetischen Voralpen
- eine weitreichende Hügellandschaft (Euganeische Hügel, Colli Berici, Colli Asolani und Montello-Gebiet)
- eine große Ebene, die Poebene, die von zahlreichen Flüssen durchflossen wird: Po, Etsch, Brenta, Piave, Sile, Livenza
- die Ostküste des größten italienischen Sees, des Gardasees;
- die 150 km lange Adriaküste, wo sich zahlreiche Lagunen erstrecken

56,4 % des Regionalgebietes sind eben, 29,3 % bergig und 14,3 % hügelig.

### Provinzen

Provinzen in Venetien einschließlich Metropolitanstadt Venedig

Die Region ist in sechs Provinzen und eine Metropolitanstadt unterteilt. Die flächenmäßig größte ist die Provinz Belluno, die Provinz Padua die bevölkerungsreichste.
| Provinz bzw. Metropolitanstadt | Hauptstadt | ISO   | Gemeinden (22. Januar 2024) | Einwohnerzahl (31. Dezember 2023) | Fläche (km²) | Bevölkerungs- dichte (Einw./km²) |
| ------------------------------ | ---------- | ----- | --------------------------- | --------------------------------- | ------------ | -------------------------------- |
| Belluno                        | Belluno    | IT-BL | 60                          | 197.788                           | 3.610,20     | 55                               |
| Padua                          | Padua      | IT-PD | 101                         | 931.607                           | 2.144,15     | 435                              |
| Rovigo                         | Rovigo     | IT-RO | 50                          | 227.448                           | 1.789,93     | 127                              |
| Treviso                        | Treviso    | IT-TV | 94                          | 879.388                           | 2.476,68     | 355                              |
| Venedig                        | Venedig    | IT-VE | 44                          | 835.405                           | 2.461,52     | 339                              |
| Verona                         | Verona     | IT-VR | 98                          | 926.970                           | 3.096,39     | 299                              |
| Vicenza                        | Vicenza    | IT-VI | 113                         | 853.610                           | 2.722,76     | 313                              |
| Venetien                       | Venedig    | IT-34 | 563                         | 4.852.216                         | 18.345,35    | 264                              |

### Die größten Gemeinden
Die zehn größten Gemeinden sind mit Stand 31. Dezember 2023:
| Gemeinde           | Bevölkerung (Einw.) | Fläche (km²) | Bevölkerungsdichte (Einw./km²) | Höhe über dem Meeresspiegel (m) | Provinz bzw. Metropolitanstadt |
| ------------------ | ------------------- | ------------ | ------------------------------ | ------------------------------- | ------------------------------ |
| Verona             | 255.298             | 206,63       | 1236                           | 59                              | VR                             |
| Venedig            | 250.290             | 414,57       | 604                            | 1                               | VE                             |
| Padua              | 207.502             | 92,85        | 2235                           | 12                              | PD                             |
| Vicenza            | 110.299             | 80,54        | 1369                           | 39                              | VI                             |
| Treviso            | 85.322              | 55,50        | 1537                           | 15                              | TV                             |
| Rovigo             | 50.090              | 108,55       | 461                            | 6                               | RO                             |
| Chioggia           | 47.581              | 185,20       | 257                            | 2                               | VE                             |
| Bassano del Grappa | 42.405              | 46,79        | 906                            | 129                             | VI                             |
| San Donà di Piave  | 41.848              | 78,73        | 532                            | 3                               | VE                             |
| Schio              | 38.752              | 67,04        | 578                            | 200                             | VI                             |

Quelle: ISTAT
Die flächenmäßig größte Gemeinde ist mit 414,57 km² Venedig, wobei über 62 % davon auf Wasserflächen fallen. Die größte reine „Landgemeinde“ ist Cortina d’Ampezzo in der Provinz Belluno mit 254,51 km², die kleinste mit 2,94 km² ist Sant’Elena in der Provinz Padua. Die Gemeinde Padua besitzt mit 2246 Einwohnern pro km² die größte Bevölkerungsdichte, die kleinste mit 5 Einwohnern pro km² besitzt die Gemeinde Laghi in der Provinz Vicenza, die mit 120 Einwohnern auch die wenigsten Einwohner aller Gemeinden in der Region Venetien aufweist.

## Geschichte

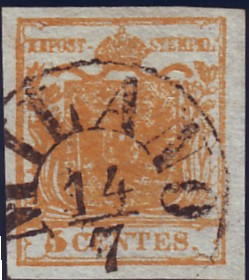
Wappenausgabe von 1850 für Lombardo-Venetien

Historisch ist die Region lange Zeit zur Republik Venedig gehörig gewesen, deren Terraferma, also Festlandbesitz, sie bildete. 1797 kam der größte Teil des Gebietes nach dem Frieden von Campo Formio zur Habsburgermonarchie. Nach der Niederlage Österreichs gegen Napoleon in Austerlitz und dem Pressburger Frieden wurde Venetien 1805 dem Königreich Italien, einem napoleonischen Satellitenstaat, zugeschlagen; 1815 kam es durch den Wiener Kongress als Königreich Lombardo-Venetien zurück zum nunmehrigen Kaisertum Österreich.
Nach dem dritten Unabhängigkeitskrieg wurde die Region 1866 schließlich ein Teil Italiens: Da das mit Italien verbündete Preußen Österreich in der Schlacht von Königgrätz besiegt hatte, musste Österreich Venetien trotz seiner militärischen Erfolge im Süden an Frankreich (das eine nicht unbedingt neutrale, eher mit Piemont sympathisierende Vermittlerrolle einnahm) abtreten, das es dann an Italien weitergab, im Tausch gegen Savoyen und Nizza.
Venetien war ein bedeutender Schauplatz des Ersten Weltkrieges. Dort wurde 1918 die entscheidende Schlacht von Vittorio Veneto geschlagen, woraufhin bei Padua der Waffenstillstand von Villa Giusti zwischen dem Königreich Italien und Österreich-Ungarn unterfertigt wurde. Nach der Annexion Südtirols wurden die ladinischen Gemeinden Cortina d’Ampezzo, Livinallongo und Colle Santa Lucia der venetischen Provinz Belluno, die Gemeinde Pedemonte der venetischen Provinz Vicenza zugeschlagen
Zwischen 1943 und 1945 gehörte Venetien großteils zur Italienischen Sozialrepublik, die Provinz Belluno wurde der deutschen Operationszone Alpenvorland einverleibt. Zahlreiche Städte wurden durch die Alliierten bombardiert. Insbesondere traf es Treviso und Vicenza sowie die Hafenanlagen von Marghera; auch Padua und Verona wurden Ziel der Bombenangriffe.
Im Jahre 1963 wurde die Region von der Katastrophe von Vajont getroffen. Am 9. Oktober löste sich eine 270 Millionen Tonnen schwere Flanke vom Monte Toc. Geröll und Steine rutschten in den Vajont-Stausee. 25 Millionen Tonnen Wasser schwappten über den neu gebauten Staudamm. Eine 160 Meter hohe Flutwelle vernichtete fünf Dörfer im Tal, unter anderem die Ortschaft Longarone. Fast 2000 Menschen kamen ums Leben. Es war eine der größten von Menschen verursachte Katastrophe, die sich je in Europa ereignet hat.
Infolge des italienischen Wirtschaftswunders (miracolo economico) entwickelte sich Venetien in den 1960er und 1970er Jahren von einer armen und kleinbäuerlich geprägten Region zu einer der industrialisiertesten und wirtschaftlich fortgeschrittensten Italiens. Landwirtschaft wird vor allem in großflächigen Plantagen betrieben, entlang der Adriaküste ist der Tourismus ein bedeutender Wirtschaftsfaktor. Aufgrund des Wohlstands kam es zu starker Zuwanderung aus anderen Gebieten Italiens und aus dem Ausland (siehe unten), was zusammen mit dem Strukturwandel zur Abschwächung lokaler Traditionen beitrug. Daher entstanden in den letzten Jahren Autonomie- und Unabhängigkeitsbestrebungen. Zu unterscheiden sind die Lega Nord, die den Regionalpräsidenten Venetiens stellt und deren Ziel in der Vergangenheit die Schaffung einer autonomen „padanischen“ Nation in Nord- und Mittelitalien war, und diverse Bewegungen, die das Padanien-Konzept ablehnen und sich für ein autonomes Venetien in seinen historischen Grenzen einsetzen (Venetischer Nationalismus).
Am 28. November 2012 nahm der Regionalrat von Venetien mit 29 Ja-, zwei Nein-Stimmen und fünf Enthaltungen die Regionalregierung in die Pflicht, sich auf internationaler Ebene um die Verwirklichung des Selbstbestimmungsrechts des Volkes von Venetien zu bemühen, um eine Volksabstimmung abhalten zu können, die gegebenenfalls zur Loslösung von Italien führen könnte. Eine von einem privaten Komitee organisierte und daher nicht rechtsverbindliche Volksbefragung fand vom 16. bis 21. März 2014 statt. An der Befragung, die über das Internet sowie eigens eingerichtete Wahllokale stattfand, nahmen laut Angaben der Organisatoren 2,36 Millionen Wahlberechtigte teil, was einer Beteiligung von 73 % entsprach. 89 % stimmten für die Unabhängigkeit und dafür, dass im Falle der Unabhängigkeit das Veneto an der EU, am Euro und der NATO festhalten solle. Am 22. Oktober 2017 fand ein amtliches konsultatives Referendum über eine vergrößerte Lokalautonomie Venetiens statt: Bei einer Wahlbeteiligung von 57,2 % sprachen sich 98,1 % der abstimmenden Bürger Venetiens dafür aus.

## Bevölkerung
Bis Anfang der 1970er Jahre war Venetien ein Auswanderungsland. Zwischen 1870 und 1970 verließen über 3 Millionen Menschen die Region, bis 1930 vor allem in Richtung Lateinamerika, später verstärkt in andere Gegenden Italiens.
Seit der Industrialisierung im Zuge der 1970er Jahre sind sowohl zahlreiche Süditaliener als auch viele Ausländer, hauptsächlich Osteuropäer, nach Venetien gezogen, so dass zum 31. Dezember 2008 454.453 ausländische Staatsangehörige (9,30 % der Bevölkerung) in der Region ihren Wohnsitz hatten.
| Pos. | Herkunftsland           | Bevölkerung | Anteil an der regionalen Bevölkerung |
| ---- | ----------------------- | ----------- | ------------------------------------ |
| 1    | Rumänien                | 91.355      | 1,87 %                               |
| 2    | Marokko                 | 54.105      | 1,11 %                               |
| 3    | Albanien                | 40.788      | 0,83 %                               |
| 4    | Moldau                  | 25.686      | 0,53 %                               |
| 5    | Volksrepublik China     | 24.782      | 0,51 %                               |
| 6    | Nordmazedonien          | 20.688      | 0,42 %                               |
| 7    | Serbien                 | 20.494      | 0,42 %                               |
| 8    | Bangladesch             | 16.095      | 0,33 %                               |
| 9    | Indien                  | 12.378      | 0,25 %                               |
| 10   | Ukraine                 | 12.289      | 0,25 %                               |
| 11   | Ghana                   | 11.985      | 0,25 %                               |
| 12   | Nigeria                 | 11.158      | 0,23 %                               |
| 13   | Sri Lanka               | 10.374      | 0,21 %                               |
| 14   | Bosnien und Herzegowina | 9.206       | 0,19 %                               |
| 15   | Senegal                 | 8.064       | 0,17 %                               |
| 16   | Brasilien               | 6.562       | 0,13 %                               |
| 17   | Kroatien                | 6.358       | 0,13 %                               |
| 18   | Tunesien                | 6.285       | 0,13 %                               |
| 19   | Polen                   | 5.342       | 0,11 %                               |
| 20   | Philippinen             | 4.941       | 0,10 %                               |
|      | Andere Länder           | 55.518      | 1,14 %                               |

## Sprachen
Neben Italienisch sprechen die meisten Einwohner Venetisch, das aufgrund der tiefgreifenden Unterschiede zum Standarditalienischen als eigenständige Sprache betrachtet werden kann. Es werden auch Deutsch und Zimbrisch – insbesondere in den Sieben Gemeinden (Provinz Vicenza) und Dreizehn Gemeinden (Provinz Verona) –, Furlanisch (Friaulisch) (in der Metropolitanstadt Venedig) und Ladinisch in der Provinz Belluno als Minderheitensprachen anerkannt.
Da die Region über keinen Autonomiestatus verfügt, werden die Minderheitensprachen kaum gepflegt und die Belange der dünn besiedelten Berggebiete an der Grenze zu Trentino-Südtirol und zu Friaul-Julisch Venetien (beide autonome Regionen) kaum berücksichtigt. Deshalb haben Lamon im Oktober 2005, Sovramonte im Oktober 2006, die zimbrischen Sprachinseln in den Sieben Gemeinden im Mai 2007, die drei alttirolischen ladinischen Gemeinden Cortina d’Ampezzo/Anpezo, Livinallongo del Col di Lana/Fodom und Colle Santa Lucia/Col im Oktober 2007, die alttirolische Gemeinde Pedemonte im März 2008, Taibon Agordino im April 2013 und Voltago Agordino im August 2014 in jeweiligen Volksabstimmungen für die Angliederung an das autonome Trentino-Südtirol gestimmt, die bisher nicht durchgeführt wurde. Cinto Caomaggiore stimmte im Jahr 2006 für den bisher nicht vollzogenen Anschluss an das ebenfalls autonome Friaul-Julisch Venetien. Anders im Falle der deutschen Sprachinsel Sappada/Plodn, die sich in einer Volksabstimmung im März 2008 für den Anschluss an Friaul-Julisch Venetien aussprach und die mit dem staatlichen Gesetz vom 5. Dezember 2017 Nr. 182 den Regionenwechsel vollzogen hat. Auch in anderen Gemeinden fanden Volksabstimmungen über einen Regionenwechsel statt, die aber bereits am erforderlichen Quorum scheiterten.

## Politik
| Präsident            | Partei  | Zeit im Amt |
| -------------------- | ------- | ----------- |
| Angelo Tomelleri     | DC      | 1970–1972   |
| Piero Feltrin        | DC      | 1972–1973   |
| Angelo Tomelleri     | DC      | 1973–1980   |
| Carlo Bernini        | DC      | 1980–1989   |
| Gianfranco Cremonese | DC      | 1989–1992   |
| Franco Frigo         | DC      | 1992–1993   |
| Giuseppe Pupillo     | PDS     | 1993–1994   |
| Aldo Bottin          | PPI     | 1994–1995   |
| Giancarlo Galan      | FI, PDL | 1995–2010   |
| Luca Zaia            | LN      | 2010–       |

Die traditionell konservativ und katholisch geprägte Region war über Jahrzehnte eine Hochburg der italienischen Christdemokraten. Seit den 1990er-Jahren wird die Region von Mitte-rechts-Bündnissen regiert.
Durch die Erinnerung an die lange Selbständigkeit und stolze Tradition Venedigs sind autonomistische und separatistische Tendenzen besonders ausgeprägt. Die Lega Nord-Liga Veneta ist stark vertreten.
Seit 2010 stellt die Lega mit Luca Zaia den Präsidenten der Region (bei der Wahl am 20. September 2020 mit 76,8 % für eine dritte Amtszeit bestätigt).

## Wirtschaft
Venetien gehört zu den wirtschaftsstärksten Regionen Italiens, die seit dem Zweiten Weltkrieg einen strukturellen Wandel von einer landwirtschaftlich geprägten Gegend in eine Industrieregion erlebt hat.
Dennoch hat die Landwirtschaft nach wie vor eine bedeutende Rolle, an die Stelle der zahlreichen kleinen Höfe sind aber plantagenähnliche Großbetriebe getreten. Venetien ist eine bedeutende Weinbauregion: hier werden die Weine Valpolicella und Prosecco erzeugt. Auch der Radicchio ist ein typisch regionales Produkt.
Mittelständische und exportorientierte Betriebe entlang der Autobahnverbindung Mailand-Verona-Venedig (Autostrada Serenissima) sind das Rückgrat der Industrie und der Wirtschaft der Region.
In der Metropolitanstadt Venedig findet man Öl-Raffinerien, vor allem in Porto Marghera, Chemieindustrien und Schiffswerften. In Noale ist der Motorrad- und Motorrollerhersteller Aprilia ansässig. In den Provinzen Verona und Rovigo ist die Lebensmittelindustrie besonders stark vertreten. In Porto Tolle bei Rovigo befindet sich Italiens zweitgrößtes thermoelektrisches Stromkraftwerk. Vicenza ist ein Zentrum der Goldschmiedekunst. Die Provinz Padua ist in der Metallverarbeitung stark. Zu den wichtigsten Unternehmen in der Gegend von Treviso gehören Electrolux und De’Longhi. In Agordo (Provinz Belluno) sitzt Luxottica, der weltweit größte Brillenhersteller. Die Modeindustrie ist in der ganzen Region stark vertreten: Benetton, Stefanel, Geox, Calzedonia, Dainese, Diesel und Bottega Veneta sind große Modenamen aus Venetien.
Sehr bedeutender Wirtschaftszweig ist der Tourismus: Venetien ist Italiens erste Touristenregion, mit über 14 Millionen Touristen im Jahr 2007 (davon kamen über 20 % aus Deutschland). Neben Venedig sind auch die Opernstadt Verona und die Universitätsstadt Padua beliebte Touristenziele, wie auch der Dolomitenort Cortina d’Ampezzo, die Gardaseegemeinden Peschiera, Lazise, Bardolino, Garda und Malcesine, der Thermalkurort Abano Terme, die Seebäder Jesolo, Caorle und Cavallino-Treporti.
Im Vergleich mit dem BIP der EU ausgedrückt in Kaufkraftstandards erreicht die Region einen Index von 110 (EU-28:100) (2015). Nominell beträgt das Pro-Kopf-BIP 30.800 €.
Venetien liegt mit über 151 Milliarden € regionalem Bruttoinlandsprodukt nach der Lombardei und Latium italienweit an dritter Stelle. Im Jahr 2017 betrug die Arbeitslosenquote 6,3 % und damit unter dem Landesschnitt.
Mit einem Wert von 0,896 erreicht Venetien Platz 7 unter den 21 Regionen und autonomen Provinzen Italiens im Index der menschlichen Entwicklung.

## Sehenswürdigkeiten

Venedig: Die Stadt und ihre Lagune gehören zum Weltkulturerbe der UNESCO
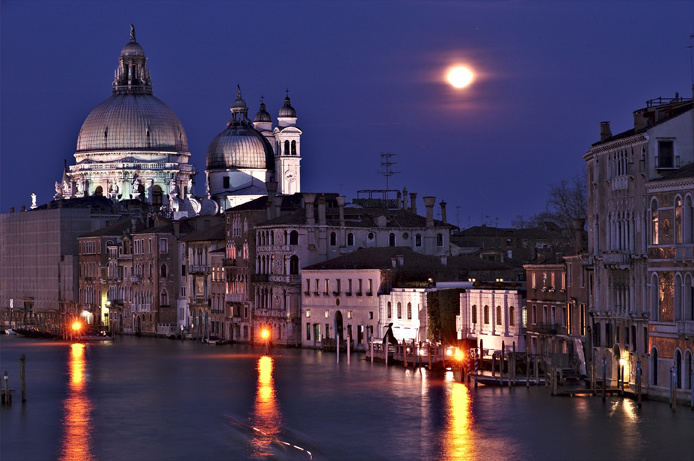
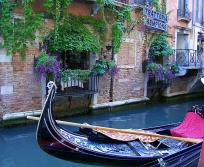
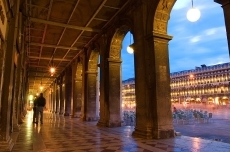

Verona: Die Altstadt von Verona zählt ebenfalls zum Weltkulturerbe
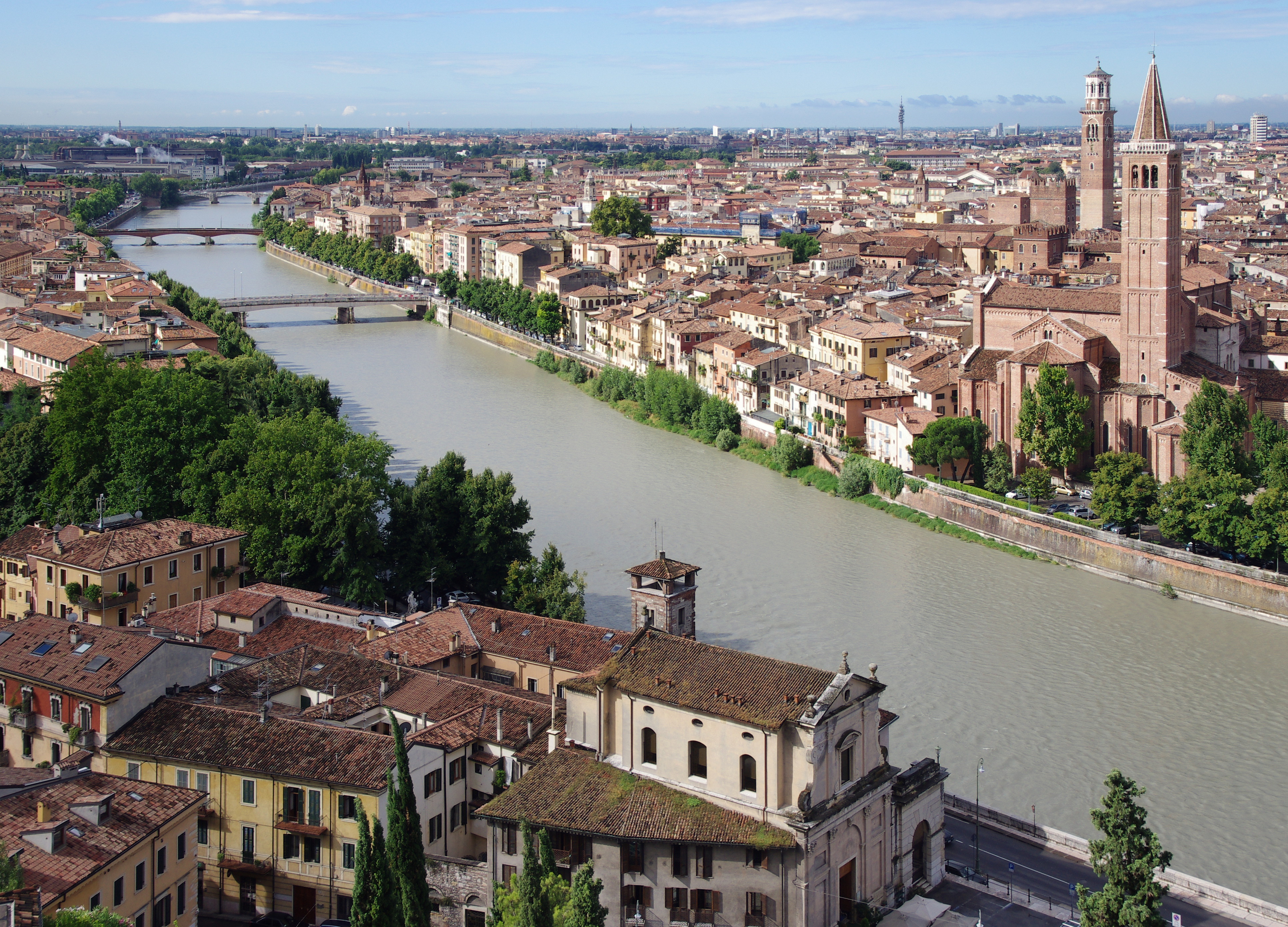
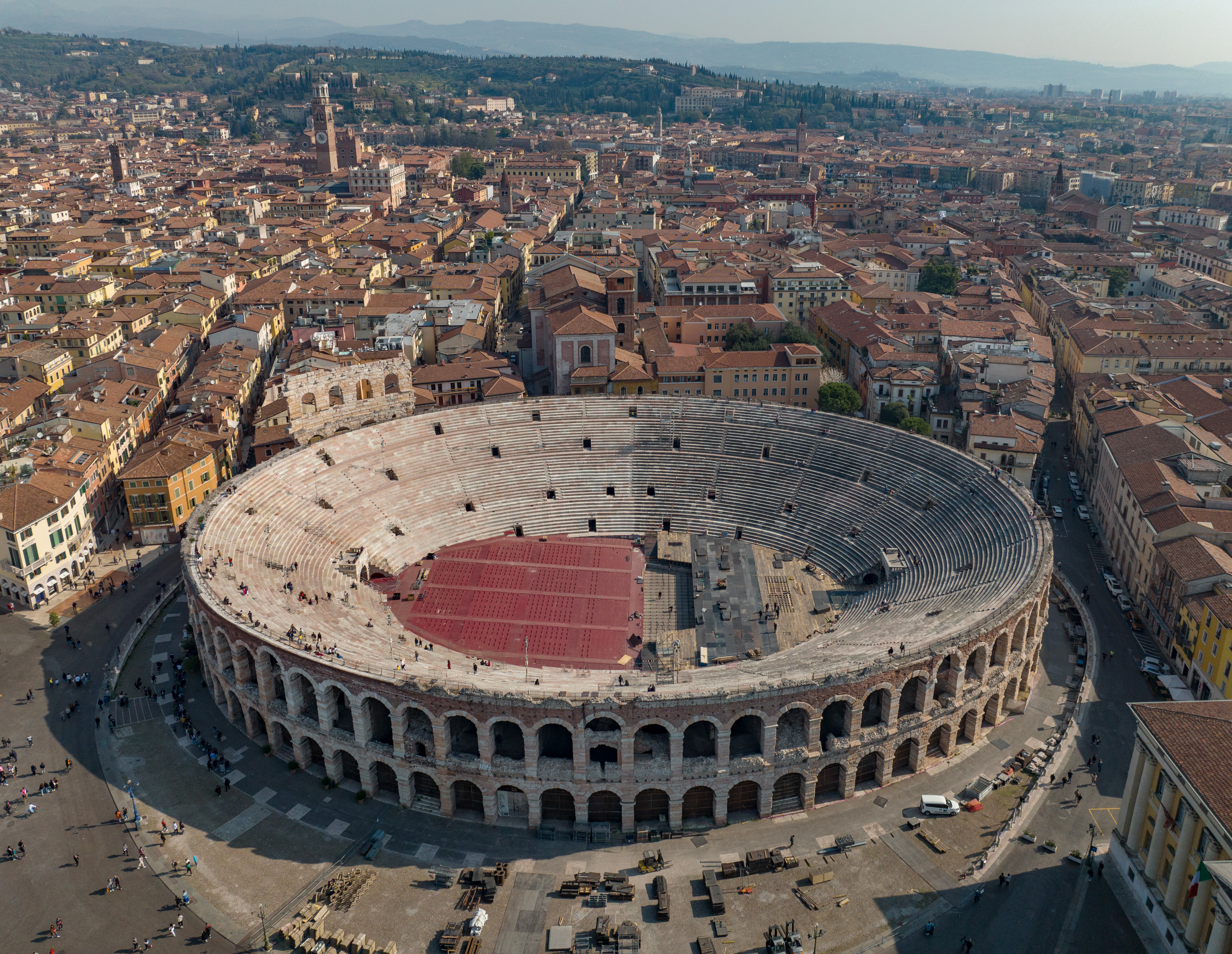
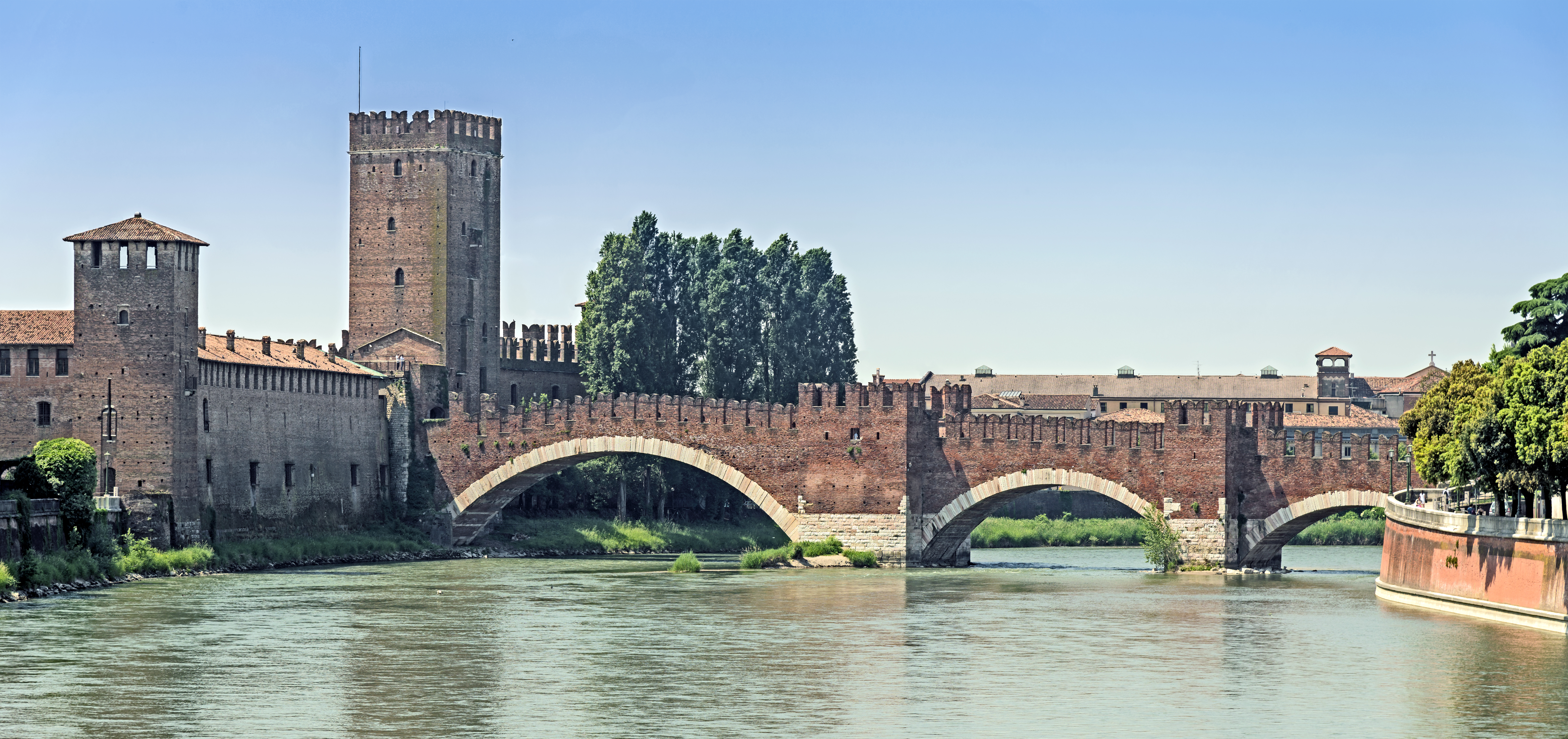

weitere Provinzhauptstädte
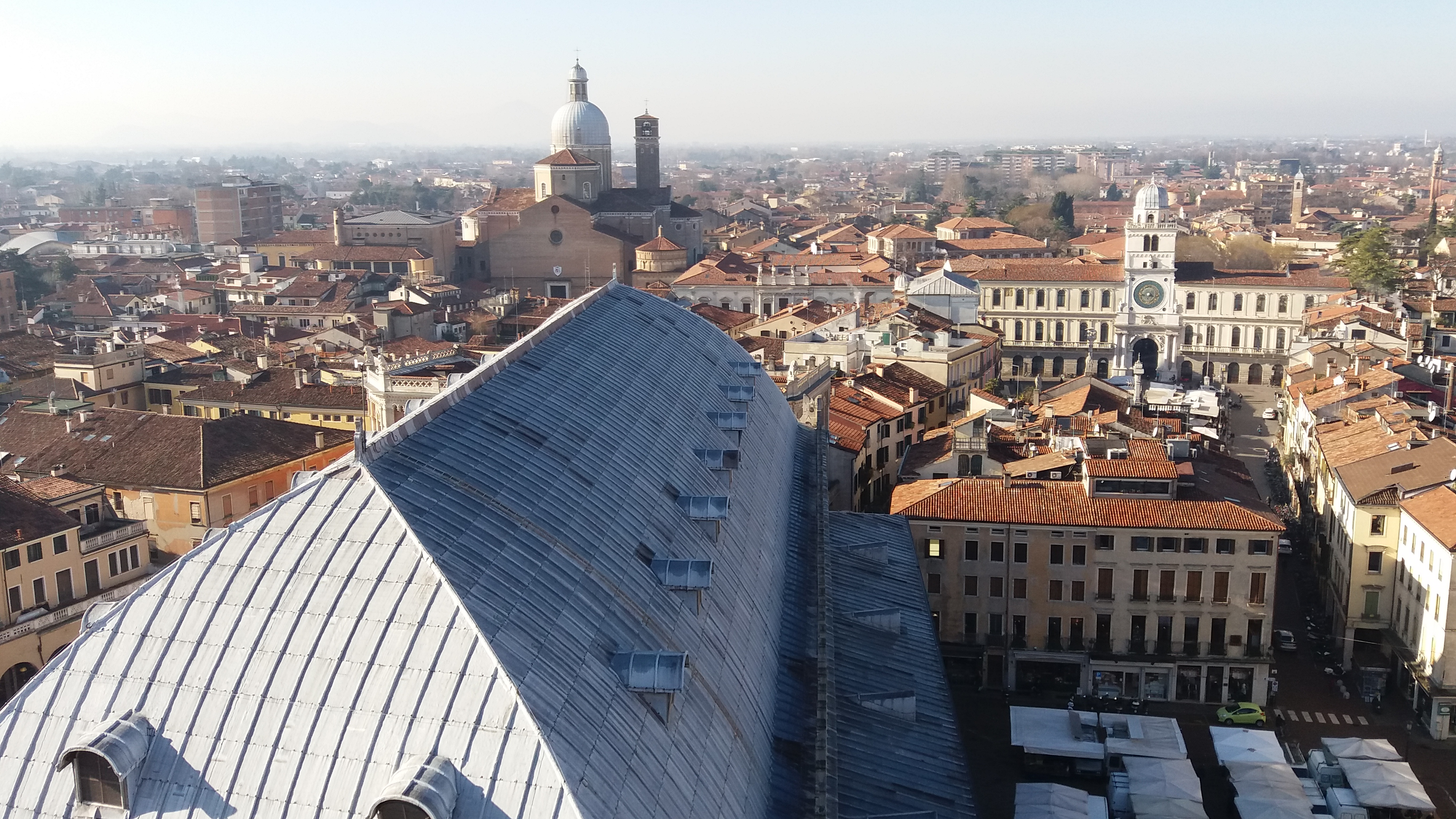
Padua: auch als Stadt des Heiligen Antonius bekannt; der Botanische Garten Paduas gehört ebenfalls zum Weltkulturerbe
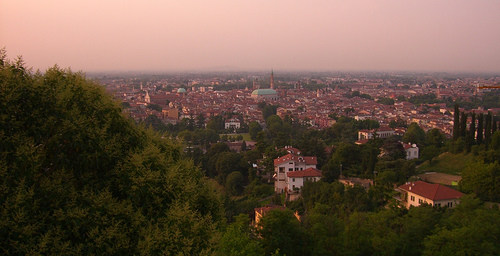
Vicenza, bekannt für die Villen von Palladio
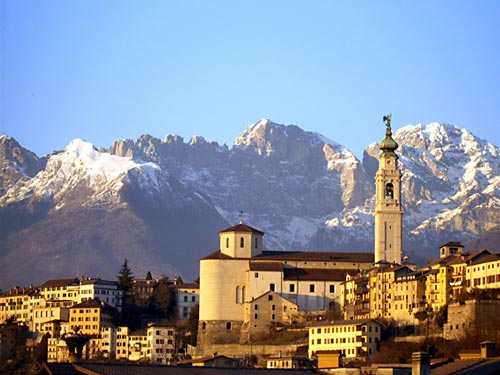
Belluno, Hauptort der gleichnamigen Bergprovinz